# Élections législatives de 1898 dans la Vendée
Les élections législatives de 1898 ont eu lieu les 8 et 22 mai.

## Résultats à l'échelle du département
| Partis         | Partis                     | Premier tour | Premier tour | Sièges |
| Partis         | Partis                     | Voix         | %            | Sièges |
| -------------- | -------------------------- | ------------ | ------------ | ------ |
|                | Républicains progressistes | 50 979       | 50,90        | 3      |
|                | Monarchistes               | 49 170       | 49,10        | 3      |
|                |                            |              |              |        |
| Inscrits       | Inscrits                   | 128 516      | 100,00       | 6      |
| Votants        | Votants                    | 104 398      | 81,23        |        |
| Abstentions    | Abstentions                | 24 118       | 18,77        |        |
| Blancs et nuls | Blancs et nuls             | 4 249        | 4,07         |        |
| Exprimés       | Exprimés                   | 100 149      | 95,93        |        |

## Résultats par arrondissement

### Arrondissement de Fontenay-le-Comte

#### 1recirconscription
| Candidat       | Candidat             | Parti                    | Premier tour | Premier tour |
| Candidat       | Candidat             | Parti                    | Voix         | %            |
| -------------- | -------------------- | ------------------------ | ------------ | ------------ |
|                | Gaston Guillemet     | Républicain progressiste | 9 849        | 51,39        |
|                | Raymond de Fontaines | Monarchiste              | 9 318        | 48,61        |
|                |                      |                          |              |              |
| Inscrits       | Inscrits             | Inscrits                 | 21 971       | 100,00       |
| Votants        | Votants              | Votants                  | 19 376       | 88,19        |
| Abstention     | Abstention           | Abstention               | 2 595        | 11,81        |
| Blancs et nuls | Blancs et nuls       | Blancs et nuls           | 209          | 1,08         |
| Exprimés       | Exprimés             | Exprimés                 | 19 167       | 98,92        |

#### 2ecirconscription
| Candidat       | Candidat         | Parti                    | Premier tour | Premier tour |
| Candidat       | Candidat         | Parti                    | Voix         | %            |
| -------------- | ---------------- | ------------------------ | ------------ | ------------ |
|                | Prosper Deshayes | Républicain progressiste | 10 548       | 57,19        |
|                | Biré             | Monarchiste              | 7 896        | 42,81        |
|                |                  |                          |              |              |
| Inscrits       | Inscrits         | Inscrits                 | 21 641       | 100,00       |
| Votants        | Votants          | Votants                  | 18 697       | 86,40        |
| Abstention     | Abstention       | Abstention               | 2 944        | 13,60        |
| Blancs et nuls | Blancs et nuls   | Blancs et nuls           | 253          | 1,35         |
| Exprimés       | Exprimés         | Exprimés                 | 18 444       | 98,65        |

### Arrondissement de La Roche-sur-Yon

#### 1recirconscription
| Candidat       | Candidat                  | Parti                    | Premier tour | Premier tour |
| Candidat       | Candidat                  | Parti                    | Voix         | %            |
| -------------- | ------------------------- | ------------------------ | ------------ | ------------ |
|                | Zénobe Alexis de Lespinay | Monarchiste              | 9 347        | 51,83        |
|                | Louis Marchegay           | Républicain progressiste | 8 688        | 48,17        |
|                |                           |                          |              |              |
| Inscrits       | Inscrits                  | Inscrits                 | 21 492       | 100,00       |
| Votants        | Votants                   | Votants                  | 18 449       | 85,84        |
| Abstention     | Abstention                | Abstention               | 3 043        | 14,16        |
| Blancs et nuls | Blancs et nuls            | Blancs et nuls           | 414          | 2,24         |
| Exprimés       | Exprimés                  | Exprimés                 | 18 035       | 97,76        |

#### 2ecirconscription
| Candidat       | Candidat               | Parti          | Premier tour | Premier tour |
| Candidat       | Candidat               | Parti          | Voix         | %            |
| -------------- | ---------------------- | -------------- | ------------ | ------------ |
|                | Paul Antoine Bourgeois | Monarchiste    | 13 614       | 100,00       |
|                |                        |                |              |              |
| Inscrits       | Inscrits               | Inscrits       | 26 081       | 100,00       |
| Votants        | Votants                | Votants        | 16 471       | 63,15        |
| Abstention     | Abstention             | Abstention     | 9 610        | 36,85        |
| Blancs et nuls | Blancs et nuls         | Blancs et nuls | 2 857        | 17,35        |
| Exprimés       | Exprimés               | Exprimés       | 13 614       | 82,65        |

### Arrondissement des Sables d'Olonne

#### 1recirconscription
| Candidat       | Candidat             | Parti                    | Premier tour | Premier tour |
| Candidat       | Candidat             | Parti                    | Voix         | %            |
| -------------- | -------------------- | ------------------------ | ------------ | ------------ |
|                | Jean-Fernand Gautret | Républicain progressiste | 7 725        | 52,31        |
|                | Georges Batiot       | Républicain progressiste | 7 042        | 47,69        |
|                |                      |                          |              |              |
| Inscrits       | Inscrits             | Inscrits                 | 17 564       | 100,00       |
| Votants        | Votants              | Votants                  | 15 026       | 85,55        |
| Abstention     | Abstention           | Abstention               | 2 538        | 14,45        |
| Blancs et nuls | Blancs et nuls       | Blancs et nuls           | 259          | 1,72         |
| Exprimés       | Exprimés             | Exprimés                 | 14 767       | 98,28        |

#### 2ecirconscription
| Candidat       | Candidat                      | Parti                    | Premier tour | Premier tour |
| Candidat       | Candidat                      | Parti                    | Voix         | %            |
| -------------- | ----------------------------- | ------------------------ | ------------ | ------------ |
|                | Armand Léon de Baudry d'Asson | Monarchiste              | 8 995        | 55,79        |
|                | Dodin                         | Républicain progressiste | 7 127        | 44,21        |
|                |                               |                          |              |              |
| Inscrits       | Inscrits                      | Inscrits                 | 19 767       | 100,00       |
| Votants        | Votants                       | Votants                  | 16 379       | 82,86        |
| Abstention     | Abstention                    | Abstention               | 3 388        | 17,14        |
| Blancs et nuls | Blancs et nuls                | Blancs et nuls           | 257          | 1,57         |
| Exprimés       | Exprimés                      | Exprimés                 | 16 122       | 98,43        |